# Albert von Thurn und Taxis (1867-1953)
Albert Maria Joseph Maximilian Lamoral vorst von Thurn und Taxis (Regensburg, 8 mei 1867 - aldaar, 22 januari 1952) was de laatste regerende vorst von Thurn und Taxis. Hij was de jongste van de vier kinderen van Maximilian Anton Lamoral von Thurn und Taxis en hertogin Helene in Beieren. Op 15 juli 1890 trouwde hij met aartshertogin Margaretha Clementine van Oostenrijk.
Hij was de achtste en laatste regerende vorst van Thurn und Taxis (1888-1918) en zette zich tijdens en na zijn regeerperiode in voor de bevolking en voor de cultuur van het vorstendom. 

## Kinderen
Ze kregen zeven kinderen:
- Frans Josef (1893-1971)
- Karel August (1898-1982)
- Lodewijk Filips (1901-1933), gehuwd met Elisabeth van Luxemburg (1901-1950)
- Max Emanuel (1902-1994)
- Elisabeth Helene (1903-1976)
- Rafael Reinier (1906-1993)
- Filips Ernst (1908-1964)